# (3222) Liller
(3222) Liller est un astéroïde de la ceinture principale.

## Description
(3222) Liller est un astéroïde de la ceinture principale d'astéroïdes. Il fut découvert le 10 juillet 1983 à la station Anderson Mesa par Edward L. G. Bowell. Il présente une orbite caractérisée par un demi-grand axe de 3,09 UA, une excentricité de 0,06 et une inclinaison de 16,0° par rapport à l'écliptique.

## Compléments